# Fraxinus uhdei
Fraxinus uhdei, el ahuexotl o fresno silvestre mexicano es una especie botánica de planta con flor de árboles de la familia de las oleáceas. Es también conocido como urapán en Colombia, siendo muy común en el área urbana de Bogotá. Sin embargo ha existido la duda de si los urapanes bogotanos son uhdei o chinensis. Mahecha et al., 2010 se inclina por el segundo, pero un trabajo de la Universidad Distrital Francisco José De Caldas en 2020 concluye que son el primero.

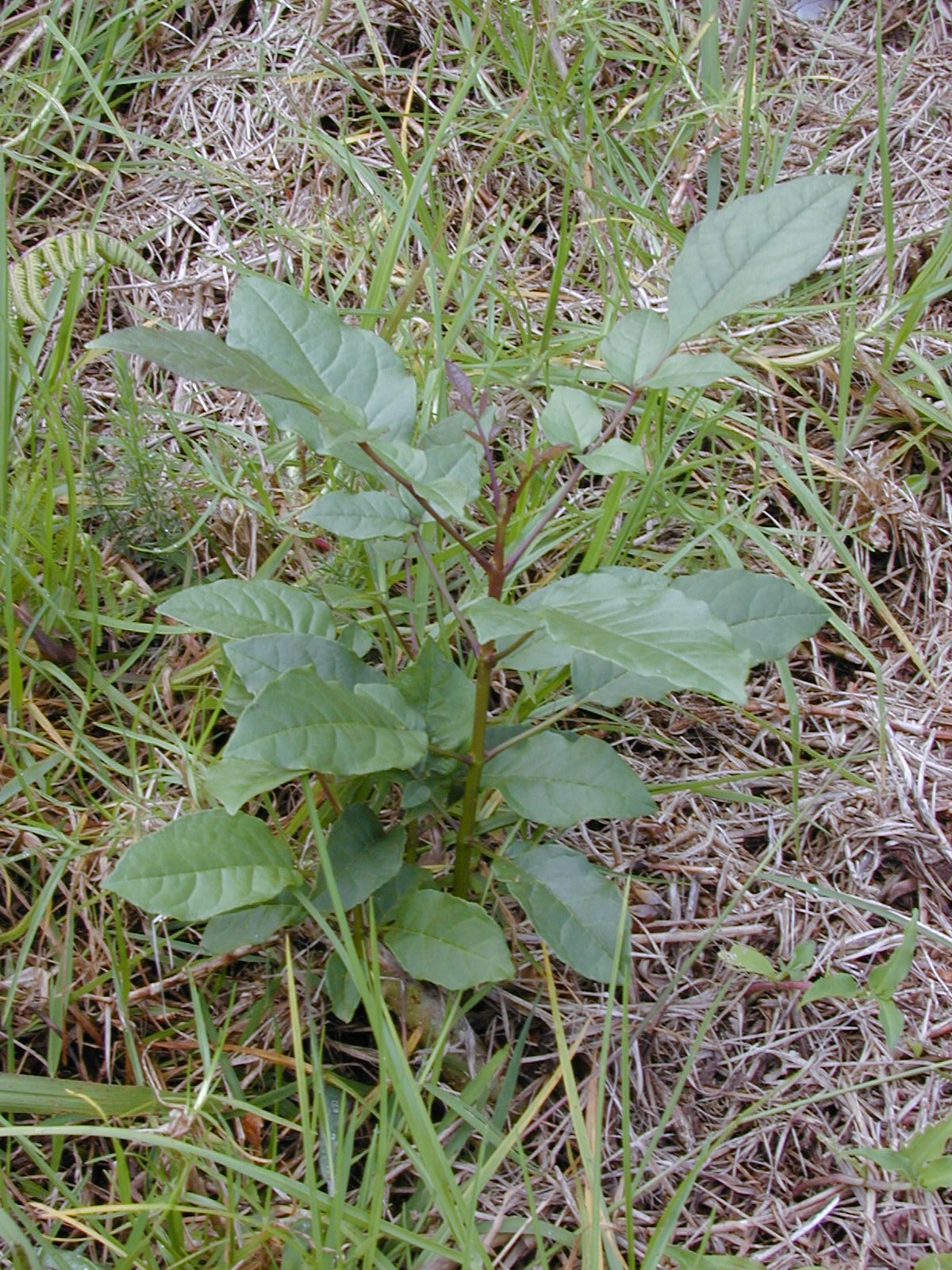
Hojas.

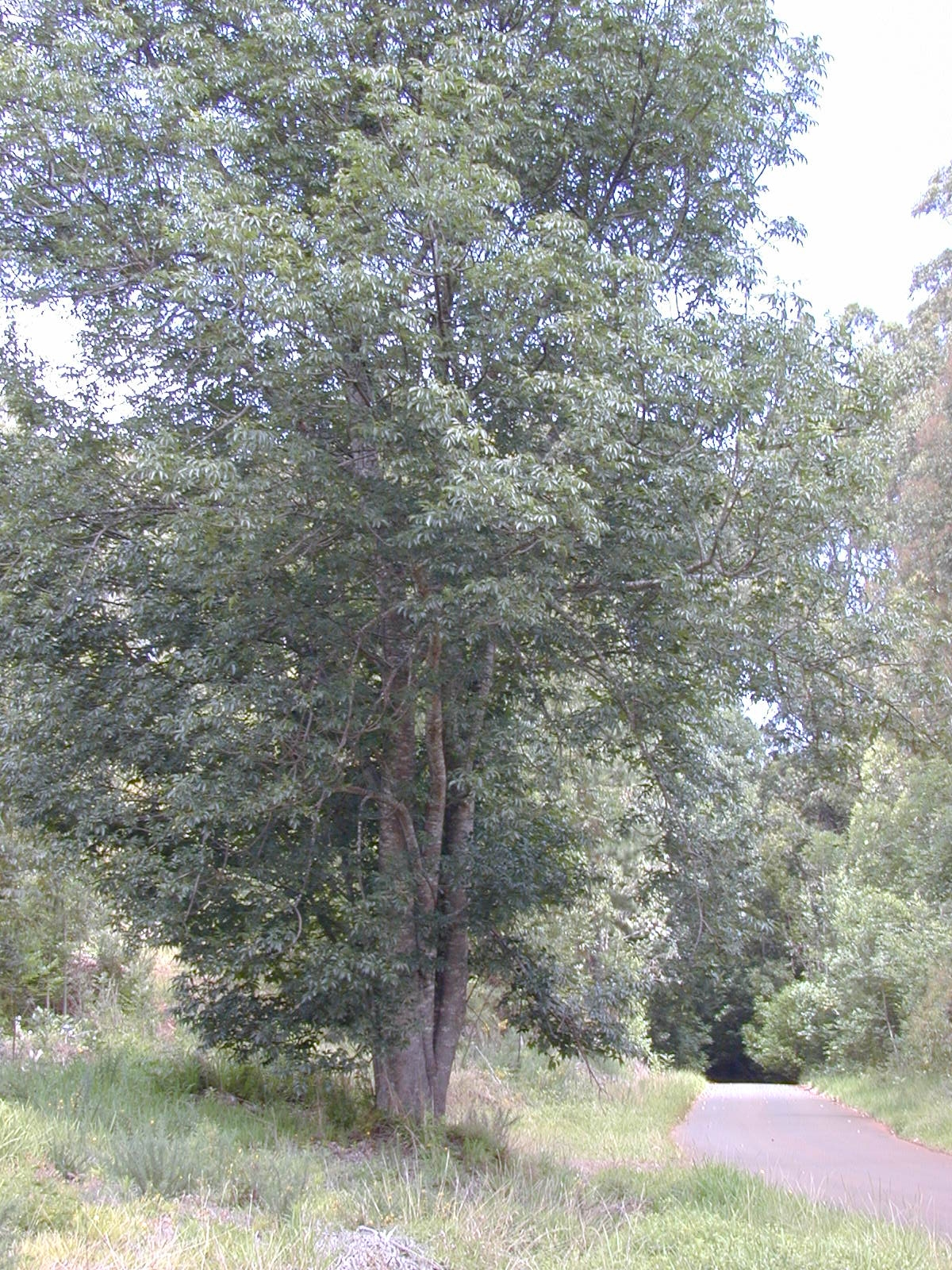
Vista del árbol.

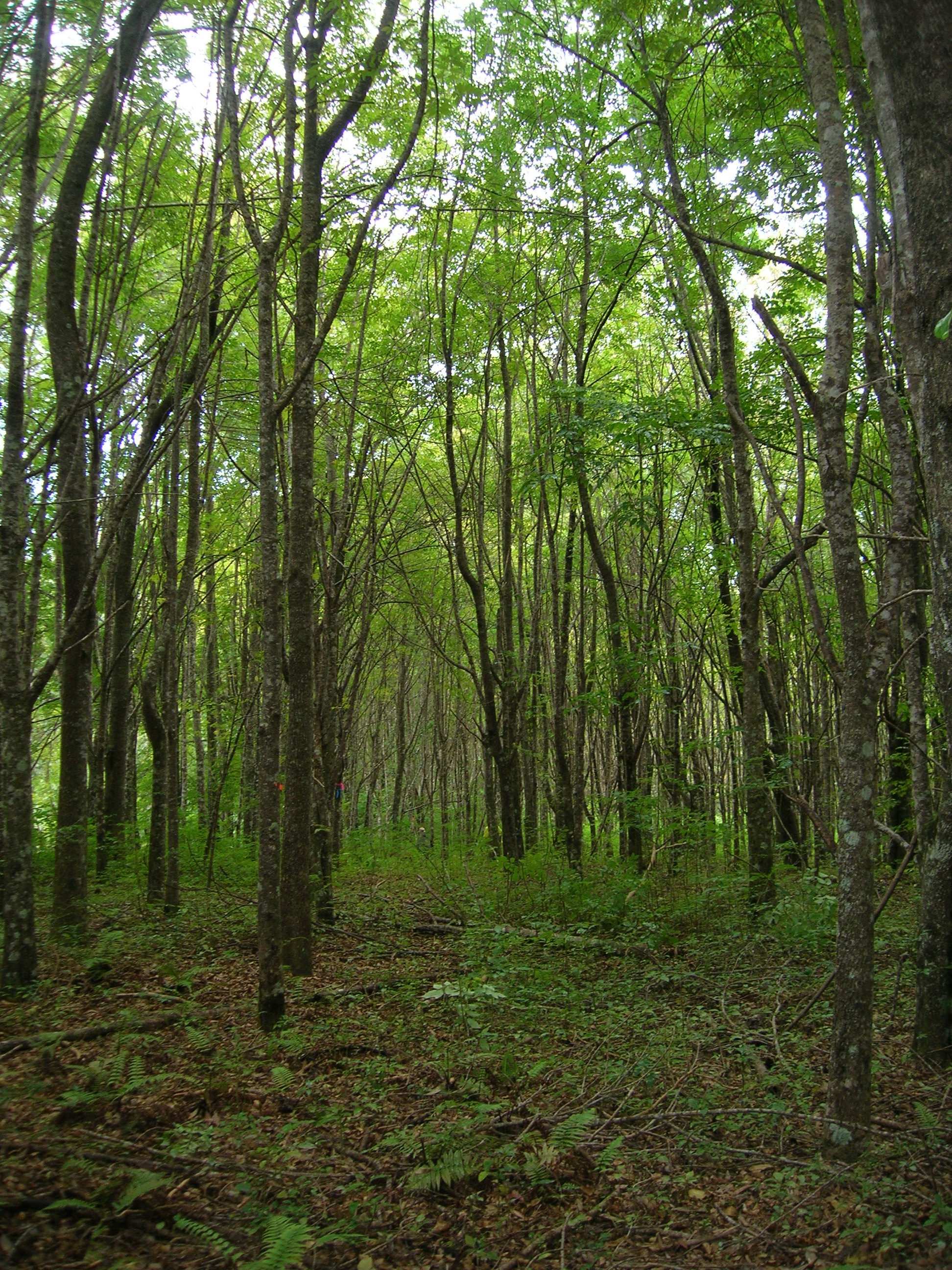
En su hábitat.

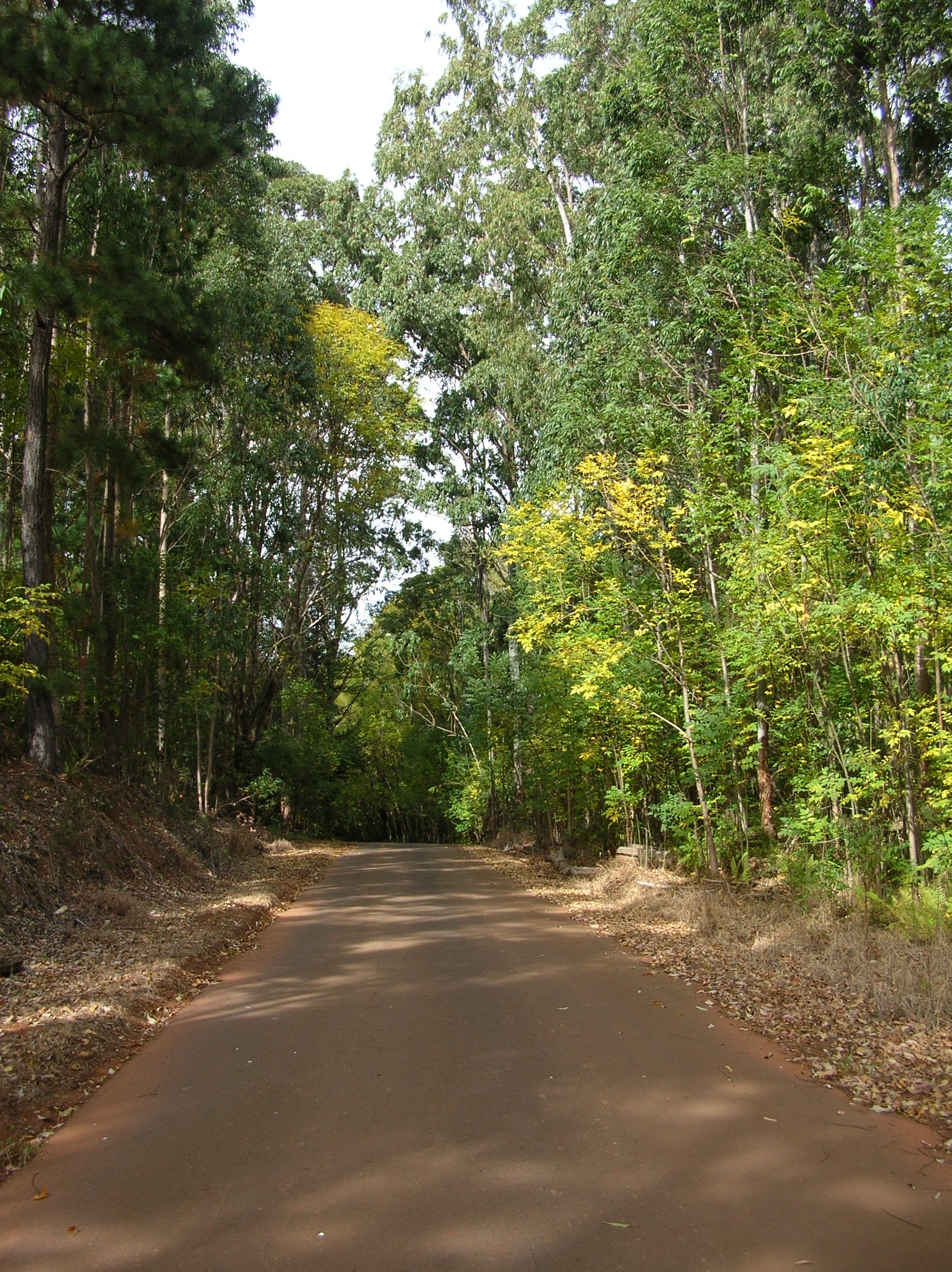
Arboleda.

## Distribución
Es nativa de México y de Guatemala.

## Descripción
Es un árbol de hasta 35 m de altura, copa irregular, follaje caduco; hojas opuestas, pinnadas compuestas, folíolos finamente aserrados; flores monoicas en panículas grandes de 13-20 cm de largo. Semillas aladas (sámaras) y con forma de paleta, de 2,5 a 4 cm de largo; frutos 1-alado. Fructifica a fines de verano.

## Taxonomía
Esta especie fue descrita inicialmente como Fraxinus americana var. uhdei por Theodor Wenzig en Botanische Jahrbücher für Systematik, Pflanzengeschichte und Pflanzengeographie 4(2): 182, en 1883, hoy en día es tanto un sinónimo como el basónimo de la misma. Finalmente, sería descrita como Fraxinus uhdei por Alexander von Lingelsheim y publicado en Botanische Jahrbücher für Systematik, Pflanzengeschichte und Pflanzengeographie 40(2): 221, en 1907.

#### Etimología
Ver: Fraxinus
uhdei: epíteto dado en honor al comerciante y coleccionista alemán Carl Adolf Uhde (1792-1856), quien durante la primera mitad del siglo XIX reunió un gran surtido de artefactos mexicanos de índole arqueológica, mineral, animal y vegetal.

## Importancia económica y cultural
Esta especie es popular como árbol de sombra en calles, parques y patios. Su madera es similar a la del fresno blanco (Fraxinus americana), color de rubio a castaño pálido, poros grandes y fibra recta. No se explota debido a su escasez. Se usa para bates de béisbol, raquetas de tenis, artesanías, utensilios, muebles, construcción, pisos, puntales de mina, hormas de zapatos, chapa. Es fácil de aserrar, cepillar y trabajar a máquina. Su peso específico es de 500 kg/m³, y el encogimiento es menor que el de la mayoría de las maderas.
Su principal uso medicinal es para bajar la fiebre. Con tal propósito se utiliza el cocimiento de las hojas o corteza al que se le agrega jugo de limón tierno (Citrus aurantifolia). De este cocimiento, se recomienda tomar una taza diariamente, en ayunas cuando las fiebres son causadas por paludismo y otras que se puedan deber al tifo.
Además, se sugiere aplicar la corteza macerada en agua para combatir los empeines, que son una especie de eczema que causa picazón y pone la piel roja y áspera, localizados en la cabeza y la piel. Mezclada la corteza con jugo de limón, se aplica sobre la piel para quitar las manchas producidas por el mal del pinto, que es como una treponematosis aguda o crónica, que se caracteriza por lesiones cutáneas no ulcerosas, y posteriormente hay despigmentación de la piel, sobre todo en las muñecas y manos, aunque también en los pies y tobillos. 
También se emplean las hojas o la corteza en cocimiento: tomado como té para la tos; bebido durante 40 días como agua de uso, contra la rabia; y agregándole sal para lavar heridas externas.
Se le menciona, como útil para diarreas o "chorrillo", infecciones intestinales, tos, reumas, mal de orín, dolor de oídos, diabetes, debilidad o anemias. Algunos autores la mencionan como purgante. Contra el cólera porcino, mordeduras de serpientes en animales (Estado de Guerrero).
Historia
A principios del siglo XVIII, Juan de Esteyneffer utiliza el licor que destila para aliviar el dolor de oído y la sordera.
Más información aparece en el siglo XX, cuando Maximino Martínez la califica como eupéptico.